# Penley
Penley (wal. Llannerch Banna) – wieś w północno-wschodniej Walii (Wielka Brytania), w hrabstwie Wrexham.

## Historia
W latach 1946–2002 w miejscowości funkcjonował Polski Szpital nr 3. Umieszczono go w budynkach wykorzystywanych uprzednio przez armię amerykańską. W 1946 przyjął ponad 1000 pacjentów (byłych polskich żołnierzy i członków ich rodzin), zatrudnionych zostało około 1000 osób personelu medycznego i obsługi, w większości Polaków. Składał się z 30 oddziałów po 30 łóżek każdy. W nowym budynku szpitalnym przechowywane są nadal polskie pamiątki historyczne.
W Penley zmarli m.in. gen. Stanisław Sochaczewski, gen. Wacław Przeździecki,  pisarz Sergiusz Piasecki oraz działacz PPS, b. wicepremier Jan Kwapiński.

## Cmentarz
Cmentarz znajduje się przy kościele św. Marii Magdaleny. Według rejestrów kościelnych w latach 1946–1999 pochowano na nim 180 Polaków, w tym 49 dzieci, zmarłych w większości w polskim szpitalu w Penley. Znajduje się na nim 85 polskich nagrobków.

## Zabytki
Budynek szkoły podstawowej z 1811, kościół z 1899 (pierwotny budynek z 1538 nie istnieje), pub zbudowany około 1550.

## Galeria

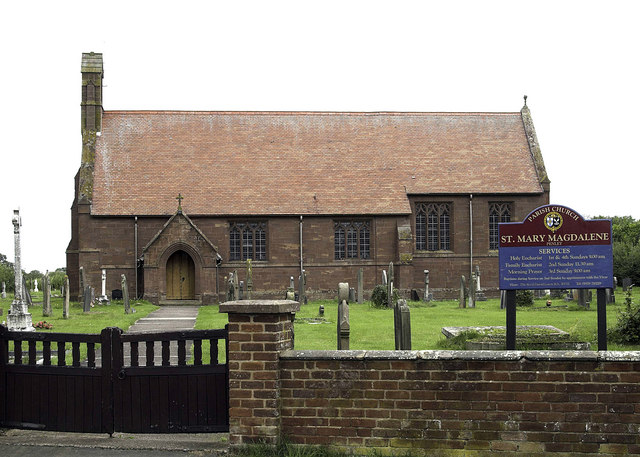
Kościół św. Marii Magdaleny
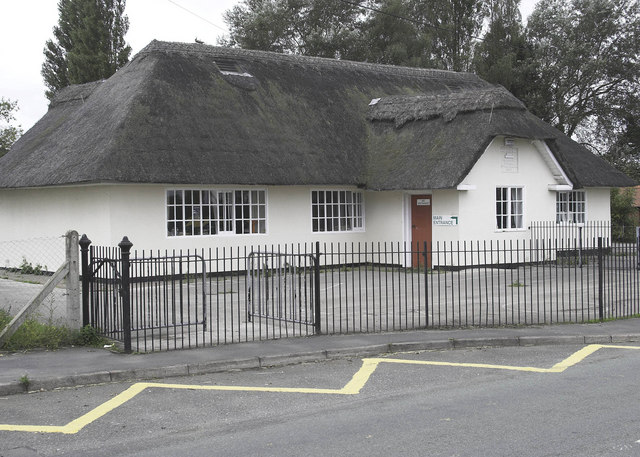
Szkoła podstawowa